# Италијанска ренесанса
Италијанска ренесанса (итал. Rinascimento — ново рођење) је период у историји Италије између XIV и XVI века. Овај период је познат по иницијалном развоју шире ренесансне културе која се проширила широм западне Европе и означила прелазак из средњег века у модерно доба. Заговорници дуге ренесансе тврде да је започела око 1300. године и трајала до приближно 1600. У неким областима се прихвата прото-ренесанса, која почиње око 1250. године. Француска реч renaissance (одговара италијанској речи rinascimento) значи „препород” и дефинише овај период као време културног препорода и обновљеног интересовања за класичну антику, након векова које су ренесансни хуманисти означили као „мрачни средњи век“. Италијански историчар ренесансе Ђорђо Вазари је користио термин rinascita („препород“) у свом делу Животи најславнијих сликара, вајара и архитеката из 1550. године, али је концепт постао широко распрострањен тек у XIX веку, након рада научника као што су Жил Мишле и Јакоб Буркхард.
Ренесанса је настала у Тоскани, у централној Италији, а њен центар је био у граду Фиренци. Фирентинска република, једна од неколико градова-држава на полуострву, стекла је економски и политички значај пружајући кредите европским монарсима и постављајући основе за развој капитализма и банкарства. Ренесансна култура се касније проширила на Венецију, центар медитеранске империје која је контролисала трговачке руте на исток, још од учешћа у крсташким ратовима и путовања Марка Пола између 1271. и 1295. године. Тако је Италија обновила контакт са остацима античке грчке културе, што је хуманистичким научницима омогућило приступ новим текстовима. На крају, ренесанса је значајно утицала на Папску државу и Рим, који су у великој мери обновили хуманистичке и ренесансне папе, попут Јулија II и Лава X, који су често учествовали у италијанској политици, посредујући у споровима између колонијалних сила и супротстављајући се протестантској реформацији, која је започела око 1517. године.
Италијанска ренесанса је стекла репутацију по достигнућима у сликарству, архитектури, вајарству, књижевности, музици, филозофији, науци, технологији и истраживањима. Италија је до краја XV века, током периода Споразума из Лодије (1454–1494), постала признати европски предводник у свим овим областима. Ренесанса је достигла врхунац средином XVI века, када су домаћи сукоби и стране инвазије увукле регион у превирање Италијанских ратова (1494–1559). Ипак, идеје и идеали италијанске ренесансе проширили су се на остатак Европе, покрећући северну ренесансу, крајем XV века. Италијански истраживачи из поморских република служили су европским монарсима, чиме је започело доба великих географских открића. Најпознатије путовање је било путовање Кристифора Колумба (који је пловио за Шпанију) које је поставило темеље за европску доминацију Америком. Други истраживачи су укључивали Ђованија да Верацана (за Француску), Америга Веспучија (за Шпанију) и Џона Кабота (за Енглеску). Италијански научници, као што су Фалопио, Тарталија, Галилео и Торичели, одиграли су кључне улоге у научној револуцији, а странци попут Коперника и Везалијуса радили су на италијанским универзитетима. Историчари су предложили различите догађаје и датуме из XVII века, попут завршетка европских верских ратова 1648. године, као обележје краја ренесансе.
Прикази прото-ренесансне књижевности обично почињу са три велика италијанска писца из XIV века: Данте Алигијери (Божанствена комедија), Петрарка (Canzoniere) и Бокачо (Декамерон). Познати песници који су писали на народном језику током ренесансе укључују епске ауторе Луиђија Пулчија (Morgante), Матеа Марију Боардија (Orlando Innamorato), Лодовика Ариоста (Бесни Орландо) и Торквата Таса (Ослобођени Јерусалим). Писци из XIV века, попут песника Полицијана и платонистичког филозофа Марсилија Фићина, обимно су преводили са латинског и грчког. У раном XVI веку, Балдасаре Кастиљоне је изложио своју визију идеалног господина и даме у делу The Book of the Courtier, док је Николо Макијавели одбацио тај идеал, фокусирајући се на la verità effettuale della cosa („ефективну истину ствари“) у делу Владалац, састављеном, у хуманистичком стилу, углавном од паралела између древних и савремених примера врлине (virtù). У историчаре тог периода убрајају се и сам Макијавели, његовог пријатеља и критичара Франческа Гвичардинија и Ђованија Ботера (Разлог државе).
Алдинска штампарија, коју је 1494. године основао штампар Алдо Мануцио у Венецији, развила је курзивни фонт (Italic) и мала издања која су могла да стану у џеп. Такође је постала прва која је објавила штампана издања књига на старогрчком језику. Венеција је постала и место настанка commedia dell'arte, односно комедије импровизације.
Италијанска ренесансна уметност имала је доминантан утицај на европско сликарство и вајарство током наредних векова, са уметницима као што су Леонардо да Винчи, Микеланђело, Рафаело, Донатело, Ђото, Мазачо, Фра Анђелико, Пјеро дела Франческа, Доменико Ђирландајо, Перуђино, Ботичели и Тицијан. Италијанска ренесансна архитектура имала је сличан утицај широм Европе, а њени главни представници су били Брунелески, Леон Батиста Алберти, Андреа Палађо и Браманте. Њихова дела укључују Фирентинску катедралу, базилику Светог Петра у Риму и Маластејски храм у Риминију, као и бројне приватне резиденције.
Музичка ера италијанске ренесансе укључује композиторе као што су Ђовани Пјерлуиђи да Палестрина, Римска школа и касније Венецијанска школа, као и настанак опере кроз фигуре попут Клаудија Монтевердија у Фиренци. У филозофији, мислиоци попут Галилеја, Макијавелија, Ђордана Бруна и Пика дела Мирандоле наглашавали су натурализам и хуманизам, одбацујући догму и схоластику.

## Порекло и позадина настанка ренесансе

### Северна и централна Италија у позном средњем веку
Током позног средњег века (око 1300. године па надаље), Лацијум, некадашње срце Римског царства, и јужна Италија били су углавном сиромашнији од севера. Рим је био град древних рушевина, док је Папска држава биле под слабом администрацијом и подложна спољашњем мешању, нарочито од стране Француске, а касније Шпаније. Папство је било под притиском када је, услед притиска француског краља Филипа Лепог, основано Авинјонско папство у јужној Француској. На југу, Сицилија је неко време била под страном доминацијом, прво Арапа, а потом Нормана. Сицилија је напредовала 150 година током периода Емирата Сицилије, а касније два века током Норманског и Хоенштауфенског краљевства, али је стагнирала током позног средњег века.
Супротно томе, северна и централна Италија постале су много просперитетније, и сматрало се да је регион био међу најбогатијима у Европи. Крсташки ратови су изградили трговачке везе са Левантом, а Четврти крсташки рат је допринео много у уништењу Византијског царства као комерцијалног ривала Венецијанцима и Ђеновљанима. Главни трговачки путеви са истока пролазили су кроз Византијско царство или арапске земље и даље ка лукама у Ђенови, Пизи и Венецији. Луксузна роба купљена у Леванту, попут зачина, боја и свиле, увожена је у Италију, а затим препродавана широм Европе. Поред тога, унутрашњи градови-државе су профитирали од богатог пољопривредног земљишта долине реке По. Из Француске, Немачке и Низоземских земаља, посредством трговачких сајмова у Шампањи, копнени и речни трговачки путеви доносили су робу као што су вуна, жито и племенити метали у регион. Широка трговина, која се протезала од Египта до Балтика, генерисала је значајне вишкове који су омогућили велике инвестиције у рударство и пољопривреду. До XIV века, град Венеција постао је емпоријум за земље све до Кипра. Град је имао морнаричку флоту од преко 5.000 бродова, захваљујући свом арсеналу, огромном комплексу бродоградилишта која су била прва европска постројења за масовну производњу комерцијалних и војних пловила. Ђенова је такође постала поморска сила. Иако северна Италија није била богатија ресурсима од многих других делова Европе, ниво развоја, подстакнут трговином, омогућио јој је да напредује. Посебно је Фиренца постала један од најбогатијих градова северне Италије, углавном захваљујући производњи текстила од вуне, развијеној под надзором доминантног трговачког еснафа Arte della Lana. Вуна је увожена из северне Европе (а у XVI веку из Шпаније), а заједно са бојама са истока коришћена је за израду висококвалитетних текстила.
Италијанске трговачке руте које су покривале Медитеран и шире, такође су биле главни канали културе и знања. Обнова изгубљених грчких класика, које су у Италију донели избегли византијски научници током и након османског освајања Византијског царства у XV веку, била је важна за подстицање нових језичких студија током ренесансе, у новооснованим академијама у Фиренци и Венецији. Хуманистички научници претраживали су манастирске библиотеке у потрази за античким рукописима и пронашли Тацита и друге латинске ауторе. Поновно откриће Витрувија значило је да су архитектонски принципи антике поново могли да се проучавају, а ренесансни уметници су били охрабрени, у атмосфери хуманистичког оптимизма, да надмаше достигнућа старих мајстора, попут Апелија, о коме су читали.

### Религијска позадина
Након пада Западног римског царства у V веку нове ере, Католичка црква је попунила настали вакуум. У средњем веку, Црква се сматрала преносиоцем Божје воље и регулисала је стандарде понашања у животу. Недостатак писмености је приморавао већину људи да се ослањају на свештеничка објашњења Библије и закона.
У XI веку, Црква је прогонила многе групе, укључујући пагане, Јевреје и губавце, са циљем да елиминише неправилности у друштву и учврсти своју моћ. Као одговор на изазов лаика ауторитету Цркве, бискупи су одиграли важну улогу, јер су постепено губили контролу над секуларном влашћу и, да би повратили моћ дискурса, усвојили су екстремне методе контроле, попут прогона неверника.
Црква је такође прикупљала богатство од верника током средњег века, на пример продајом индулгенција. Поред тога, није плаћала порезе, што је чинило њено богатство већим чак и од неких краљева.

### Тринаести век
У XIII веку, велики део Европе доживео је снажан економски раст. Трговачки путеви италијанских држава повезали су се са онима из утврђених медитеранских лука и на крају са Ханзеатским савезом балтичких и северних региона Европе, стварајући економску мрежу у Европи први пут од IV века. Градови-државе Италије значајно су се проширили у овом периоду и стекли моћ, постајући практично независни од Светог римског царства; осим Краљевства Напуља, стране силе држале су војске ван Италије. Током овог периода развила се модерна комерцијална инфраструктура, са двојним књиговодством, акционарским друштвима, међународним банкарским системом, систематизованим тржиштем девиза, осигурањем и државним дугом. Фиренца је постала центар ове финансијске индустрије, а златни флорин главна валута међународне трговине.
Нова трговачка владајућа класа, која је стекла своју позицију кроз финансијске вештине, прилагодила је својим сврхама феудални аристократски модел који је доминирао Европом у средњем веку. Карактеристика високог средњег века у Северној Италији било је појављивање урбаних комуна које су се ослободиле власти бискупа и локалних грофова. У великом делу региона, земљорадничка аристократија је била сиромашнија од урбаних патријарха у високом средњовековном новчаном економском систему чији инфлаторни раст је оставио земљопоседне аристократе у сиромаштву. Појачана трговина током ране Ренесансе допринела је овим карактеристикама. Опадање феудализма и појава градова утицали су један на други; на пример, потражња за луксузном робом довела је до повећања трговине, што је довело до веће бројности занатлија који су постајали богати, а који су затим захтевали више луксузне робе. Ова атмосфера претпостављеног луксуза тог времена створила је потребу за стварањем визуелних симбола богатства, што је био важан начин да се покаже богатство и укус породице.
Ова промена је такође дала трговцима скоро потпуну контролу над владама италијанских градова-држава, што је опет подстакло трговину. Један од најважнијих ефеката ове политичке контроле била је сигурност. Они који су постали изузетно богати у феудалној држави стално су ризиковали да се сукобе са монархијом и да им земља буде конфискована, као што се догодило Жаку Керу у Француској. Северне државе су такође задржале многе средњовековне законе који су озбиљно ометали трговину, налик они против каматарења и забране трговине са нехришћанима. У градовима-државама Италије, ови закони су поништени или измењени.

### Четрнаести век – колапс ренесансе
Четрнаести век обележила је серија катастрофа које су довеле европску економију у рецесију. Средњовековни топли период се завршио, а почео је прелазак на мало ледено доба. Ова климатска промена изазвала је значајан пад пољопривредне производње, што је довело до масовних глади. Стогодишњи рат између Енглеске и Француске пореметио је трговину широм северозападне Европе, посебно када је 1345. краљ Едвард III од Енглеске одбио да врати своје дугове, што је допринело колапсу две највеће банке у Фиренци, Банке Барди и Перуци. На истоку, рат је такође пореметио трговачке руте, јер је Османско царство почело да се шири широм региона. Најразорнија је била Црна смрт, која је опустошила густо насељене градове северне Италије и враћала се у интервалима. Фиренца, на пример, која је пре куге имала око 45.000 становника, изгубила је у наредних 47 година између 25–50% популације. Широм региона завладао је хаос, укључујући побуну текстилних радника у Фиренци, познату као „чомпи“, 1378. године.
Током овог периода нестабилности стварали су аутори као што су Данте и Петрарка, а први знаци ренесансне уметности почели су да се јављају, пре свега у реализму Ђота. Парадоксално, неке од ових катастрофа допринеле су успостављању Ренесансе. Црна смрт је десетковала трећину европског становништва. Недостатак радне снаге који је уследио довео је до повећања надница, а смањена популација постала је знатно богатија, боље храњена и, што је значајно, имала је више новца за трошење на луксузну робу. Како је учесталост куге почела да опада почетком XV века, опустошено становништво Европе поново је почело да расте. Нова потражња за производима и услугама помогла је стварању све већег броја банкара, трговаца и вештих занатлија. Ужаси Црне смрти и очигледна немоћ Цркве да пружи олакшање допринели су опадању утицаја цркве. Додатно, колапс банака Барди и Перуци отворио је пут за успон Медичијевих у Фиренци. Роберто Сабатино Лопез тврди да је економски колапс био кључни узрок Ренесансе. Према овом мишљењу, у просперитетнијим временима, пословни људи би брзо реинвестирали своју зараду како би зарадили још више у повољној клими за улагање. Међутим, у оскудним годинама XIV века, богаташи су налазили мало обећавајућих прилика за улагање и уместо тога су одлучили да више троше на културу и уметност.
За разлику од римских текстова, који су били очувани и проучавани у Западној Европи још од позне антике, проучавање старогрчких текстова било је веома ограничено у средњовековној Италији. Дела старих Грка о науци, математици и филозофији проучавана су од високог средњег века у Западној Европи и током исламског златног доба (обично у преводу), али грчка књижевна, беседничка и историјска дела (као што су Хомер, грчки драматичари Демостен и Тукидид) нису проучавана ни у латинском ни у средњовековном муслиманском свету. Током средњег века ова врста текстова изучавана је само од стране византијских научника. Неки тврде да је Тимуридска ренесанса у Самарканду била повезана са Османским царством, чија су освајања довела до миграције грчких научника у Италију. Једно од највећих достигнућа италијанских ренесансних научника било је враћање целокупног корпуса грчке културе у Западну Европу, први пут од позне антике.
Још једно популарно објашњење италијанске Ренесансе је теза, коју је први изнео историчар Ханс Барон, по којој је главни подстицај раној Ренесанси био дуготрајни низ ратова између Фиренце и Милана. До краја XIV века, Милано је постао централизована монархија под контролом породице Висконти. Ђан Галеацо Висконти, који је владао градом од 1378. до 1402. године, био је познат и по својој суровости и по својим способностима, те је започео изградњу царства у северној Италији. Он је покренуо дуг низ ратова, у којима је Милано постепено освајао суседне државе и поразио разне коалиције које је Фиренца предводила у безуспешном покушају да заустави напредовање. Ово је кулминирало опсадом Фиренце 1402. године, када се чинило да ће град пасти, пре него што је Ђан Галеацо изненада умро, а његово царство се распало.
Баронова теза сугерише да су током ових дугих ратова водеће фигуре Фиренце мобилисале народ представљајући рат као сукоб између слободне републике и деспотске монархије, између идеала грчких и римских република и оних Римског царства и средњовековних краљевстава. За Барона, најважнија личност у обликовању ове идеологије био је Леонардо Бруни. Овај период кризе у Фиренци био је време када су највеће личности ране Ренесансе стасавале, као што су Ђиберти, Донатело, Мазолино и Брунелески. Усвајајући ову републиканску идеологију, касније су заговарали републиканске идеје које су имале огроман утицај на Ренесансу.

## Развој

### Међународни односи
Северна Италија и горњи централни део Италије били су подељени на бројне ратничке градове-државе, од којих су најмоћније биле Милано, Фиренца, Пиза, Сијена, Ђенова, Ферара, Мантуа, Верона и Венеција. Високи средњи век Северне Италије био је додатно подељен дуготрајном борбом за превласт између снага Папства и Светог римског царства. Сваки град се везивао за једну или другу фракцију, али је био унутрашње подељен између две ратничке стране, гвелфа и гибелина. Ратовање између држава било је уобичајено, а инвазија изван Италије била је ограничена на периодичне нападе владара Светог римског царства. Политика Ренесансе развијала се из тог контекста. Од XIII века, како су војске постајале углавном састављене од најамника, богате град-државе могле су да мобилишу значајне снаге, упркос малом броју становника. Током XV века, најмоћније град-државе анектирале су своје мање суседе. Фиренца је узела Пизу 1406. године, Венеција је освојила Падову и Верону, док је Миланско војводство анектирала бројне оближње области, укључујући Павију и Парму.
Први део Ренесансе обележен је скоро сталним ратовима на копну и мору, јер су градови-државе конкурисале за првенство. На копну, ови ратови су углавном вођени од страна армија најамника познатих као кондотијери, групи војника из Европе, али посебно из Немачке и Швајцарске, којима су углавном командовали италијански капетани. Најамници нису били вољни да ризикују своје животе без разлога, те су ратови често били састављени претежно од опсада и маневрисања, уз малог броја великих битака. Такође, било је у интересу најамника са обе стране да продужавају било какав сукоб, како би наставили са радом. Најамници су такође били стална претња својим послодавцима; ако им не би била исплаћена плата, често су се окретали против свог покровитеља. Ако би постало очигледно да је нека држава у потпуности зависна од најамника, најамницима је било лако да преузму власт, и то се догодило неколико пута. Одржана је неутралност са Француском, која се нашла окружена непријатељима када је Шпанија оспорила полагање права Шарла VIII за краљевину Напуљ. Мир са Француском је прекинут када је Шарл VIII напао Италију да би освојио Напуљ.
На мору, италијански градови-државе су слале многе флоте на бојиште. Главни конкуренти били су Пиза, Ђенова и Венеција, али након дугог сукоба, Ђеновљани су успели да смање Пизу. Венеција је показала да је моћнији противник, а с падом моћи Ђенове током XV века, Венеција је постала еминентна на мору. У одговору на претње са копна, од раног XV века, Венеција је развила веће интересовање за контролисање терафирме, што је отворило ренесансу у Венецији.
На копну, деценије борби су довеле до тога да Фиренца, Милано и Венеција постану доминантне силе, и ове три моћи су коначно оставиле по страни разлике и пристале на Лодијски мир 1454. године, којим је по први пут у регион донето релативно смирење. Овај мир је трајао наредних четрдесет година, а несумњива хегемонија Венеције на мору такође је довела до мира без преседана, током већег дела остатка XV века. На почетку XV века, авантуристи и трговци као што је Николо Да Контии путовали су чак до Југоисточне Азије и назад, доносећи нова сазнања о стању света, наговештавајући даља европска истраживања у годинама које долазе.

### Фиренца под Медичијевима
До касног XIV века, пре појаве Медичија, водећа династија у Фиренци била је кућа Албици. Године 1293. донети су Ординанси правде који су ефективно постали устав Републике Фиренце током италијанске ренесансе. Бројне луксузне палате у граду почеле су да буду окружене градским кућама које је градила све успешнија трговачка класа. Године 1298, једна од водећих банкарских породица у Европи, Бонсинјори, је банкротирала, и град Сијена изгубио је статус банкарског центра Европе у корист Фиренце.
Главни изазивачи породице Албици били су Медичи, прво под вођством Ђованија де Медичија, а касније његовог сина Козима де Медичија. Медичи су контролисали банку Медичи, тада највећу банку у Европи, и низ других предузећа у Фиренци и ван ње. Године 1433. Албици су успели да протерају Козима. Међутим, следеће године изабрана је про-Медичи синорија и Козимо се вратио. Медичи су постали водећа породица у граду, позицију коју су задржали наредна три века. Фиренца је организовала трговачке руте за робу између Енглеске, Низоземске, Француске и Италије. Средином века град је постао банкарски центар Европе, чиме је стекао огромно богатство. Године 1439, византијски цар Јован VIII Палеолог присуствовао је сабору у Фиренци у покушају да уједини источну и западну цркву. То је донело књиге и, посебно након пада Византијског царства 1453. године, прилив научника у град. Студије старе Грчке су оживеле, нарочито неоплатонске школе, које су постале предмет академије коју су основали Медичи.
Фиренца је остала република до 1532. године (Војводство Фиренце), што традиционално означава крај високог ренесансног периода у Фиренци. Међутим, инструменти републиканске владе били су чврсто под контролом Медичија и њихових савезника, осим током периода после 1494. и 1527. године. Козимо и Лоренцо де Медичи ретко су држали званичне положаје, али су били неспорни лидери. Козимо је био веома популаран међу грађанима, углавном због тога што је донео еру стабилности и просперитета граду. Једно од његових најважнијих достигнућа било је преговарање о Лодиском миру са Франческом Сфорцом, чиме су окончане деценије рата са Миланом и донета стабилност великом делу северне Италије. Козимо је такође био важан покровитељ уметности, како директно, тако и индиректно, кроз утицај који је остваривао.
Козима је наследио његов болешљиви син Пјеро де Медичи, који је умро после пет година управљања градом. Године 1469, моћ власти прелазе у руке Козимовог унука Лоренца, који ће постати познат као Лоренцо Величанствени. Лоренцо је био први члан породице који је од раног узраста образован у хуманистичкој традицији и најпознатији је као један од најважнијих покровитеља уметности у ренесанси. Лоренцо је реформисао владајуће веће Фиренце са 100 на 70 чланова, формализујући владавину Медичија. Републиканске институције су наставиле да постоје, али су изгубиле сву моћ. Лоренцо је био мање успешан у пословању у поређењу са својим претходницима, и комерцијална империја Медичија полако је пропадала. Лоренцо је наставио савез са Миланом, али су односи са папством нарушени, а 1478. године папини агенти, у савезу са породицом Паци, покушали су да атентатом убију Лоренца. Иако је завера Паци пропала, Лоренцов млади брат, Ђулијано, убијен је током ускршње мисе у градској катедрали. Неуспели атентат довео је до рата са папством и послужио као оправдање за даљу централизацију власти у Лоренцовим рукама.

### Ширење
Идеали ренесансе најпре су се из Фиренце проширили на суседне тосканске државе попут Сијене и Луке. Тосканска култура убрзо је постала модел за све државе северне Италије, а тоскански дијалект преовладао је у целом региону, посебно у књижевности. Године 1447. Франческо Сфорца преузео је власт у Милану и брзо трансформисао тад још увек средњовековни град у главни центар уметности и науке, који је привукао Леонеа Батисту Албертија. Венеција, један од најбогатијих градова захваљујући контроли над Јадранским морем, такође је постала центар ренесансне културе, нарочито венецијанске ренесансне архитектуре. Мањи дворови донели су покровитељство ренесансе мањим градовима, који су развили своју карактеристичну уметност: Ферара, Мантуа под Гонзага династијом и Урбино под Федериком да Монтефелтром. У Напуљу је ренесанса уведена под покровитељством Алфонса I, који је освојио Напуљ 1443. године и подржао уметнике попут Франческа Лауране и Антонела да Месине, као и писце попут песника Јакопа Саназара и хуманистичког научника Анђела Полицијана.
Године 1417. Папство се вратило у Рим, али је тај некадашњи царски град остао сиромашан и углавном у рушевинама током првих година ренесансе. Велика трансформација почела је под папом Николајем V, који је 1447. године постао поглавар цркве. Он је покренуо драматичан напор обнове, који је на крају довео до значајне обнове града. Хуманистички научник Енеја Силвије Пиколомини постао је папа Пије II 1458. године. Како је папство пало под контролу богатих породица као што су Медичи и Борџије, дух ренесансне уметности и филозофије почео је да доминира Ватиканом. Папа Сикст IV наставио је Николајев рад, и најпознатији је по наруџбини за изградњу Сикстинске капеле. Папе су такође све више постајале секуларни владари, док су Папске земље коване у централизовану силу под низом „ратничких папа“.
Природа ренесансе такође се променила у касном XV веку. Ренесансни идеал потпуно су усвојиле владајуће класе и аристократија. У раној ренесанси, уметници су били виђени као занатлије са мало престижа или признања. До касне ренесансе, најистакнутије фигуре имале су велики утицај и могле су захтевати високе хонораре. Развио се напредан трговачки систем ренесансне уметности. Док су у раној ренесанси многи водећи уметници били из ниже или средње класе, све више су постајали аристократе.

### Шира популација
Као културни покрет, италијанска ренесанса утицала је само на мали део популације. Италија је била најурбанизованији регион Европе, али три четвртине становништва и даље су чинили сеоски људи. За овај део популације живот је остао суштински непромењен од средњег века. Класични феудализам никада није био доминантан у северној Италији, а већина сељака радила је на приватним фармама или као закупци. Неки научници виде тренд ка рефеудализацији у каснијој ренесанси, када су се урбане елите претварале у земљопоседничку аристократију.
Ситуација је била другачија у градовима. Њима су доминирале комерцијалне елите, које су биле једнако ексклузивне као и аристократија било ког средњовековног краљевства. Ова група била је главни покровитељ и публика ренесансне културе. Испод њих постојала је велика класа уметника, занатлија и чланова еснафа који су живели удобно и имали значајну моћ у републиканским владама. Ово је било у оштром контрасту са остатком Европе, где су ове групе чврсто припадале нижим класама. Писмени и образовани, они су учествовали у ренесансној култури. Највећи део урбаног становништва чинили су сиромашни, полуквалификовани радници и незапослени. Као и код сељака, ренесанса је мало утицала на њих. Историчари расправљају о томе колико је било лако кретати се између ових група током периода италијанске ренесансе. Постоје примери појединаца који су се издигли из скромних почетака, али Беркове студије показују да подаци не доказују јасно повећање друштвене мобилности. Већина историчара сматра да је у раној ренесанси друштвена мобилност била прилично висока, али да је бледела током XV века. Неједнакост у друштву била је веома изражена. Један припадник више класе контролисао би приходе који су били стотинама пута већи од прихода радника или слуге. Неки историчари сматрају да је ова неједнака расподела богатства била важна за ренесансу, јер се покровитељство уметности ослањало на веома богате.
Ренесанса није била период великих друштвених или економских промена, већ само културног и идеолошког развоја. Додирнула је само мали део становништва, а у модерним временима то је навело многе историчаре, попут оних који следе историјски материјализам, да умање значај ренесансе у људској историји. Ови историчари више воле да размишљају о том периоду као о термину ране модерне Европе. Роџер Озборнтврди да је „ренесанса тежак концепт за историчаре јер се историја Европе изненада претвара у историју италијанског сликарства, вајарства и архитектуре.“

### Крај ренесансе у Италији
Крај италијанске ренесансе обележен је подједнако нејасно као и њен почетак. За многе, успон на власт строгог монаха Ђиролама Савонароле у Фиренци, који је владао од 1494. до 1498. означава крај процвата града. За друге, тријумфални повратак породице Медичи на власт 1512. представља почетак касне фазе у ренесансним уметностима познате као маниризам. Поједини извори крај италијанске ренесансе везују за француске инвазије почетком XVI века и сукоб између француских и шпанских владара око контроле над италијанском територијом. Савонарола је дошао на власт уз подршку ширег отпора према секуларизму и раскоши ренесансе. Његова краткотрајна владавина обележена је уништавањем многих уметничких дела у Ломачи сујете у центру Фиренце. Након што су се Медичи вратили на власт као велике војводе Тоскане, контрапокрет унутар цркве се наставио. Године 1542. основана је Света конгрегација инквизиције, а неколико година касније Индекс забрањених књига забранио је велики број ренесансних књижевних дела. Ово је обележило крај традиције илуминираних рукописа, чији је последњи велики представник био Ђулио Кловио, највећи илустратор италијанске високе ренесансе.
Под притиском Католичке цркве и разарањем ратова, хуманизам је постао „сличан јеретику“.
Једнако важан био је крај стабилности услед серије страних инвазија на Италију, познатих као Италијански ратови, који су трајали неколико деценија. Ови ратови су почели француском инвазијом 1494. године, која је проузроковала широко разарање северне Италије и окончала независност многих градова-држава. Најпогубнији догађај било је пљачкање Рима 6. маја 1527. године, од стране шпанских и немачких трупа, што је на две деценије готово окончало улогу папства као највећег покровитеља ренесансне уметности и архитектуре.
Док је италијанска ренесанса бледела, северна ренесанса је усвојила многе њене идеале и трансформисала њене стилове. Неколико највећих италијанских уметника одлучило је да емигрира. Најпознатији пример је Леонардо да Винчи, који је 1516. отишао у Француску. Тимови мањих уметника, позвани да трансформишу двор Шато де Фонтенбло, створили су школу Фонтенбло, која је унела стил италијанске ренесансе у Француску. Из Фонтенблоа, нови стилови, трансформисани маниризмом, донели су ренесансу у Низоземље, а затим и широм северне Европе.
Ово ширење на север било је део ширег тренда. Средоземље више није било најважнији трговачки пут Европе. Године 1498. Васко да Гама стигао је у Индију, а од тог тренутка примарни трговачки путеви из Оријента пролазили су кроз атлантске луке Лисабона, Севиље, Нанта, Бристола и Лондона.

## Култура

### Књижевност и поезија
Италијанска књижевна револуција из XIII века помогла је да се припреми терен за ренесансу. Пре ренесансе, италијански језик није био књижевни језик у Италији. Тек у XIII веку италијански аутори су почели да пишу на матерњем језику уместо на латинском, француском или провансалском. Педесетих година XIII века догодиле су се значајне промене у италијанској поезији када је стил Dolce Stil Novo (слатки нови стил), који је наглашавао платонску уместо дворске љубави) достигао свој врхунац, а песници попут Гвита Д’арецоа и Гвида Гвинићелија постали пионири овог стила. Велике промене у италијанској књижевности, посебно у поезији, дешавале су се деценијама пре правог почетка ренесансе.
Са почетком штампања књига у Венецији, које је покренуо Алдус Мануцијус, све више дела почело је да се објављује на италијанском језику, поред великог броја латинских и грчких текстова који су чинили главни ток италијанске ренесансе. Извори за ова дела проширили су се изван теолошких тема и обухватили периоде претхришћанске империјалног Рима и античке Грчке. То не значи да верска дела нису објављивана у овом периоду; Божанствена комедија Дантеа Алигијерија одражава јасно средњовековни поглед на свет. Хришћанство је оставило велики утицај на уметнике и писце, а класици су се појавили као други примарни утицај.
У раној италијанској ренесанси велики акценат био је на превођењу и проучавању класичних дела на латинском и грчком. Ипак, ренесансни аутори нису били задовољни само наставком античких аутора. Многи су покушавали да у своја дела интегришу методе и стилове античке Грчке. Најчешће имитирани Римљани били су Цицерон, Хорације, Салуст и Вергилије, док су се од Грка читали Аристотел, Хомер и Платон у оригиналу, први пут од IV века.
Књижевност и поезија ренесансе биле су у великој мери под утицајем науке и филозофије у развоју. Хуманиста Франческо Петрарка, кључна фигура обновљеног осећаја за стипендију, био је и значајан песник. Писао је поезију на латинском, укључујући еп Африка о Пунским ратовима, али је данас најпознатији по делима на италијанском језику, нарочито Канцонијеру, збирци љубавних сонета посвећених неузвраћеној љубави Лаури. Био је најистакнутији писац Петрарканских сонета, а преводи његовог дела на енглески од стране Томаса Вајата успоставили су сонетну форму у тој земљи, где су је користили Вилијам Шекспир и небројени други песници.
Петраркин ученик, Ђовани Бокачо, и сам је постао велики писац. Његово главно дело Декамерон, збирка од 100 прича које је испричало десет приповедача у току десет ноћи како би избегли црну кугу, био је инспирација многим енглеским ренесансним ауторима, укључујући Џефрија Чосера и Вилијама Шекспира.
Поред хришћанства, класичне антике и стипендије, четврти утицај на ренесансну књижевност била је политика. Политички филозоф Николо Макијавели најпознатији је по делима Расправе о Ливију, Фирентинска историја и Владалац. Макијавелијански приступ, који повезује лукавство и немилосрдне акције, остао је релевантан и утицајан до данас.
Многи хуманисти ренесансне Италије хвалили су и афирмисали лепоту људског тела у поезији и књижевности. У панегирику Балдасара Расина за Франческа Сфорцу, Расинус истиче да лепи људи обично имају врлину. У северној Италији водиле су се расправе о повезаности физичке лепоте и унутрашњих врлина. У ренесансној Италији врлина и лепота често су повезиване како би се хвалили људи.

### Филозофија
Једна од улога Франческа Петрарке била је увођење новог метода учења ренесансног хуманизма. Петрарка је охрабривао проучавање латинских класика и носио свој примерак Хомера тражећи некога ко би га могао научити да чита грчки. Кључни корак у класичном хуманистичком образовању које су заговарали научници попут Пика дела Мирандоле било је проналажење изгубљених или заборављених рукописа, познатих само по репутацији. Ова настојања била су знатно олакшана богатством италијанских патриција, трговачких принчева и деспота, који су издвајали велике суме за изградњу библиотека. Откривање прошлости постало је модерно, захвативши више слојеве друштва. Киријак из Анконе изјавио је: „Идем да пробудим мртве“. Са стицањем грчких дела, проналажењем рукописа и формирањем библиотека, наступило је доба штампарске пресе. Дела антике превођена су са грчког и латинског на савремене језике широм Европе, налазећи пријемчиву публику средње класе, попут Шекспира, „са мало латинског и још мање грчког“.
Иако је брига за филозофију, уметност и књижевност знатно порасла током ренесансе, овај период се често сматра временом научне заосталости. Поштовање класичних извора додатно је учврстило аристотеловске и птоломејске погледе на универзум. Хуманизам је наглашавао природу као анимирано духовно стварање, које није вођено законима или математиком. Истовремено, филозофија је изгубила велики део своје ригорозности, јер су правила логике и дедукције постала споредна у односу на интуицију и емоције.

### Наука и технологија
Током ренесансе, дошло је до великих напретка у географији, астрономији, хемији, физици, математици, производњи, анатомији и инжењерству. Сакупљање древних научних текстова започело је у XV веку, а изум штампе демократизовао је учење и омогућио брже ширење нових идеја. Иако су хуманисти често фаворизовали друштвене науке, као што су политика и историја, над природном филозофијом или примењеном математиком, многи су утицали на развој математике и науке откривајући заборављене текстове и наглашавајући исправно читање и превођење дела.
Италијански универзитети попут Падове, Болоње и Пизе били су познати научни центри. Одатле се ренесансна наука проширила на северну Европу, где је доживела процват. Личности попут Коперника, Френсиса Бејкона, Декарта и Галилеја допринеле су научној мисли и експериментацији, отварајући пут научној револуцији. Људска тела често су крадена са губилишта ради анатомије. Андреас Везалијус, професор анатомије, направио је више од 200 корекција у делима Галенa, који је дисекцију вршио на животињама, а не људима.

#### Математика
Важан напредак у математици током ренесансе укључује ширење алгебре по Европи, нарочито у Италији. Лука Паћоли је крајем XV века објавио књигу о математици у којој су се први пут појавили позитивни и негативни знакови. Основне математичке симболе увео је Симон Стивен у XVI и раном XVII веку.
Симболичка алгебра је утемељена радом француског математичара Франсоа Вијета, који је 1591. објавио Увод у аналитичке методе, користећи слова за представљање непознатих и познатих бројева. Тригонометрија је такође значајно напредовала. Немачки математичар Регимонтанус је написао прво европско дело о тригонометрији независно од астрономије, са прецизним табелама тригонометријских функција.

### Сликарство и скулптуре
У сликарству, касносредњовековни сликар Ђото ди Бондоне, познат као Ђото, помогао је у обликовању уметничких концепата који су касније дефинисали велики део ренесансне уметности. Кључне идеје које је истраживао – класицизам, илузија тродимензионалног простора и реалистичан емоционални контекст, инспирисале су друге уметнике попут Мазачоа, Микеланђела и Леонарда да Винчија. Он, међутим, није био једини средњовековни уметник који је развијао ове идеје; уметници Пјетро Кавалини и Чимабуе утицали су на Ђотову употребу монументалних фигура и експресивних наративних приказа.
Фреске флорентинског уметника Мазачоа уопштено се сматрају међу најранијим примерима италијанске ренесансне уметности. Мазачо је у своје слике уградио идеје Ђота, Донатела и Брунелескија, стварајући математички прецизне призоре који дају утисак тродимензионалног простора. На пример, фреска Свето тројство у флорентинској цркви Санта Марија Новела изгледа као да се драматично повлачи у дубоку позадину, док осветљење из једног извора и употреба скраћивања изгледају као да фигуру Христа приближавају посматрачу.
Док су математичка прецизност и класични идеализам фасцинирали сликаре у Риму и Фиренци, многи северни уметници из региона као што су Венеција, Милано и Парма преферирали су високо илузионистичке сцене из природног света. Овај период такође доноси прве секуларне (нерелигиозне) теме. Воде се бројне расправе о степену секуларизма у ренесанси, који је био наглашен у раним радовима писаца попут Јакоба Буркхарта, делом и због релативно малог броја митолошких слика. Дела Ботичелија, посебно Рођање Венере и Пролеће (Примавера), сада су међу најпознатијим, иако је он био дубоко религиозан (следбеник Савонароле), а велика већина његових радова била је традиционално религиозна слика или портрет.
У вајарству, флорентински уметник Донато ди Николо ди Бето Барди, познат као Донатело, био је међу првим вајарима који су класичне референце превели у мермер и бронзу. Његова скулптура Давид била је први слободно стојећи бронзани акт створен у Европи од времена Римског царства.
Период познат као висока ренесанса у сликарству представљао је кулминацију разноврсних средстава изражавања и различитих напретка у техници сликања, као што су линеарна перспектива, реалистичан приказ како физичких тако и психолошких особина и манипулација светлом и тамом, укључујући тонски контраст, сфумато (ублажавање прелаза између боја) и кјароскуро (контраст између светлости и сенке), у јединственом стилу који изражава потпуни композициони ред, равнотежу и хармонију. Посебно су појединечни делови слике имали сложен, али уравнотежен и добро повезан однос према целини. Најпознатији сликари овог периода су Леонардо да Винчи, Рафаел и Микеланђело, а њихове слике, укључујући Леонардову Тајну вечеру и Мона Лизу, Рафаелову Атинску школу и Микеланђелов Плафон Сикстинске капеле, представљају ремек-дела овог периода и међу најпознатијим уметничким делима на свету.
Сликарство високе ренесансе прерасло је у маниризам, посебно у Фиренци. Маниристички уметници, који су свесно одбацивали принципе високе ренесансе, тежили су представљању издужених фигура у нелогичним просторима. Савремена наука препознала је способност маниристичке уметности да пренесе снажну (често религиозну) емоцију тамо где то висока ренесанса није успевала. Неки од главних уметника овог периода су Понтормо, Бронзино, Росо Фјорентино, Пармиђанино и Рафаелов ученик Ђулио Романо.

### Архитектура
У Фиренци је ренесансни стил уведен револуционарним, али недовршеним спомеником Леона Батисте Албертија. Неки од најранијих објеката који показују карактеристике ренесансе су црква Сан Лоренцо и Пацијева капела, дело Филипа Брунелескија. Унутрашњост цркве Санто Спирито изражава нови осећај светлости, јасноће и пространости, што је типично за рану италијанску ренесансу. Њена архитектура одражава филозофију ренесансног хуманизма, просветљење и јасноћу ума насупрот мраку и духовности средњег века. Обнова класичне антике најбоље се илуструје на Палати Ручелаи, где пиластри следе надградњу класичних редова, дорски капители на приземљу, јонски на првом спрату (piano nobile) и коринтски на највишем спрату. Убрзо су ренесансни архитекти почели да фаворизују велике, простране куполе уместо високих и наметљивих торања, чиме су одустали од готичког стила претходних епоха.
У Мантуи је Алберти увео нови антички стил, мада његово врхунско дело, црква Светог Андреје, није започето до 1472. године, након његове смрти.
Висока ренесанса, како данас називамо тај стил, уведена је у Риму са Темпијетом Доната Брамантеа у Сан Пјетру ин Монторио (1502) и његовим оригиналним централно планираним базиликом Светог Петра (1506). Ово је била најзначајнија архитектонска дело те ере, на коју су утицали готово сви значајни ренесансни уметници, укључујући Микеланђела и Ђакома дела Порту. Почетак касне ренесансе око 1550. године обележен је развојем новог реда стубова од стране Андреа Паладија. Стубови у гигантском реду који су се протезали на два или више спратова украшавали су фасаде.
Током италијанске ренесансе, математика се значајно развијала и ширила. Као резултат тога, неки ренесансни архитекти користили су математичко знање, попут калкулација, у својим цртежима, као што је то чинио Балдасаре Перуци.

### Музика
У Италији је током XIV века дошло до експлозије музичке активности која је одговарала у обиму и нивоима иновација слична активностима у другим уметностима. Иако музиколози обично музику Тречента (музика XIV века) сврставају у касни средњи век, она је садржала елементе који се на значајне начине повезују са раном ренесансом: све већи нагласак на секуларним изворима, стиловима и формама; ширење културе ван црквених институција ка племству, па чак и обичном народу; и брзи развој потпуно нових техника. Главни облици били су Треченто мадригал, канона и балата. Укупно гледано, музички стил овог периода понекад се назива „италијанска ars nova“. Од раног XV века до средине XVI века, центар иновација у духовној музици налазио се у Ниским Земљама, одакле је талас талентованих композитора долазио у Италију. Многи од њих певали су у папском хору у Риму или у хоровима бројних капела аристократије у Риму, Венецији, Фиренци, Милану, Ферари и другим местима. Они су са собом донели свој полифони стил, који је утицао на многе домаће италијанске композиторе током њиховог боравка.
Доминирајући облици сакралне музике током тог периода били су миса и мотет. Најпознатији композитор црквене музике у XVI веку у Италији био је Палестрина, најистакнутији члан Римске школе, чији је стил глатке, емоционално хладне полифоније постао препознатљив звук касног XVI века, бар за генерације музиколога XIX и XX века. Други италијански композитори касног XVI века усредсредили су се на компоновање главног секуларног облика ере, мадригала. Током готово сто година, ове световне песме за више певача шириле су се широм Европе. Композитори мадригала укључују Жака Аркаделта, на почетку ере, Ћипријана де Рореа, средином века, и Луку Маренција, Филипа де Монтеа, Карла Џезуалда и Клаудија Монтевердија на крају ере.
Италија је такође била центар иновација у инструменталној музици. Већ почетком XVI века клавијатурска импровизација добила је велики значај, а појавили су се бројни композитори виртуозне клавијатурске музике. Многи познати инструменти измишљени су или усавршени у касној ренесансној Италији, као што је виолина, чији су најранији облици у употребу ушли 1550-их година.
До касног XVI века Италија је постала музички центар Европе. Скоро све иновације које су обележиле прелазак у барокни период настале су у северној Италији у последњим деценијама века. У Венецији, полихоралне продукције Венецијанске школе и сродна инструментална музика шириле су се ка северу у Немачку; у Фиренци је Флорентинска камерата развила монодију, важног претечу опере, која се први пут појавила око 1600. године; а авангардни, маниристички стил школе у Ферари, који је мигрирао у Напуљ и друга места кроз музику Карла Ђезуалда, представљао је последњу реч полифоне вокалне музике ренесансе.

## Историографија
Сваку уједињену теорију о ренесанси, или културној обнови током раног модерног доба у Европи, надвладава огромна количина различитих историографских приступа. Историчари попут Јакоба Буркхарта често су романтизовали просветљену визију коју су италијански ренесансни писци ширили о сопственом наративу који осуђује бескорисности средњег века. Промовишући ренесансу као дефинитивни крај „стагнантног” средњег века, ренесанса је стекла снажну и трајну асоцијацију с напретком и просперитетом, за који је Буркхардова књига Цивилизација ренесансе у Италији најодговорнија. Модерни научници су се успротивили овој преовлађујућој нарацији, истичући живост средњег века и кључне континуитете који повезују, а не раздвајају, средњи век и ренесансу.
Елизабет Лехфелд истиче да је Црна смрт била прекретница у Европи која је покренула неколико покрета који су већ добијали велику пажњу у годинама пре тога, и који су објаснили многе касније догађаје и трендове у западној цивилизацији, као што је реформација. Уместо да се овај период види као јасна граница између епоха историје, освежен приступ проучавању ренесансе тежи да га посматра као катализатор који је убрзао уметничке и научне трендове који су већ били добро развијени. На пример, покрет Danse Macabre, који користи смрт као главну тему, често се приписује ренесанси, али Лехфелд тврди да је настанак готске уметности током средњег века био трансформисан у Danse Macabre након што је Црна смрт захватила Европу.
Недавни историчари, који заступају ревизионистичку перспективу, попут Чарлса Хаскинса, истичу да су охолост и национализам италијанских политичара, мислилаца и писаца узрок изобличења односа према раном модерном периоду. У књизи Ренесанса дванаестог века из 1927. године, Хаскинс тврди да је људска природа да прави оштре поделе у историји како би боље разумела прошлост. Међутим, од суштинске је важности да се историја разуме као континуирана и непрестано надграђивана прошлост. Хаскинс је био један од водећих научника ове школе мишљења и веровао је, заједно с другима, да су темељи италијанске ренесансе постављени током средњег века. Као доказ наводи развој градова и бирократских држава крајем XI века, истичући значај ове преренесансе. Ток историје који он описује приказује ренесансу као наставак средњег века који можда није био тако позитивна промена како се популарно замишља. Многи историчари после Буркхарта тврде да су регресија латинског језика, економска рецесија и друштвена неједнакост током ренесансе претходни историчари намерно заташкавали како би се промовисао мистицизам тог периода.
Буркхарт је славно описао средњи век као период „виђен у чудним нијансама“, промовишући идеју да је то доба било суштински мрачно, конфузно и непрогресивно. Израз „средњи век“ први су користили хуманисти попут Петрарке и Бионда крајем XV века, описујући га као период који повезује важан почетак и важан крај, те као привремену ознаку за историју која постоји између оба краја периода. Овај период је касније назван „мрачним добом“ у XIX веку од стране енглеских историчара, што је додатно нарушило наратив средњег века у корист промовисања позитивног осећаја индивидуализма и хуманизма који је произашао из ренесансе.